# Орехон
Орехон (Coto, Koto, Mai Ja, Orechon, Oregon, Orejón, Payagua, Tutapi) — индейский язык, который относится к западнотуканской группе туканской семьи языков, на котором говорят в районе рек Альгодон, Путумайо, Сукусари и Янаяку в Перу. В настоящее время молодое поколение отказалось от языка и большей части культуры орехон (2007). Имеет диалект небахи.
Алфавит утверждён в 2015 году: a, a̱, b, ch, d, e, e̱, g, i, i̱, ɨ, ɨ̱, j, k, m, n, ñ, o, o̱, p, r, s, t, u, u̱, w, y.